# スフィア (アリーナ)
スフィア (Sphere) は、アメリカ合衆国ネバダ州ラスベガスにある球体型の複合アリーナ施設。2023年9月29日開業。

## 概要
ニューヨークのマディソン・スクエア・ガーデンを所有するマディソン・スクエア・ガーデン・カンパニー（MSG社）と、ラスベガスのベネチアン・リゾートを運営するラスベガス・サンズの共同プロジェクトとして計画された。その後、サンズのラスベガス撤退にともない、カジノ事業を買収したアポロ・グローバル・マネジメントとVICIプロパティーズが新パートナーとなっている。運営はMSG社系列のスフィア・エンターテインメントが行う。
設計はPOPULOUSが担当。2019年より建設工事に着手し、2021年開業を予定していたが、コロナ禍で工事が一時中断し、2023年に完成した。当初建設予算は12億ドルとされたが、完成までに23億ドル（約3000億円）という、2万人クラスのアリーナとしては破格の費用が投じられた。年間の電力消費量は95,779MWh。
2023年9月29日、ロックバンドU2の「U2:UV アクトンベイビー・ライブ・アット・スフィア (U2:UV Achtung Baby Live at Sphere) 」でこけら落とし公演を行った。同年にはNHLドラフトが当地で行われた他、9月14日にUFCナンバリングイベントUFC 306も開催予定。
なお、MSG社はイギリスのロンドン東部ストラトフォードにも2番目のスフィアの建設を計画しているが、景観破壊と光害を懸念する住民の反対運動が起きている。

## 構造
81,300平方メートルの球形の建物としては世界最大である。18,600人収容の座席がある。

## 画像ギャラリー

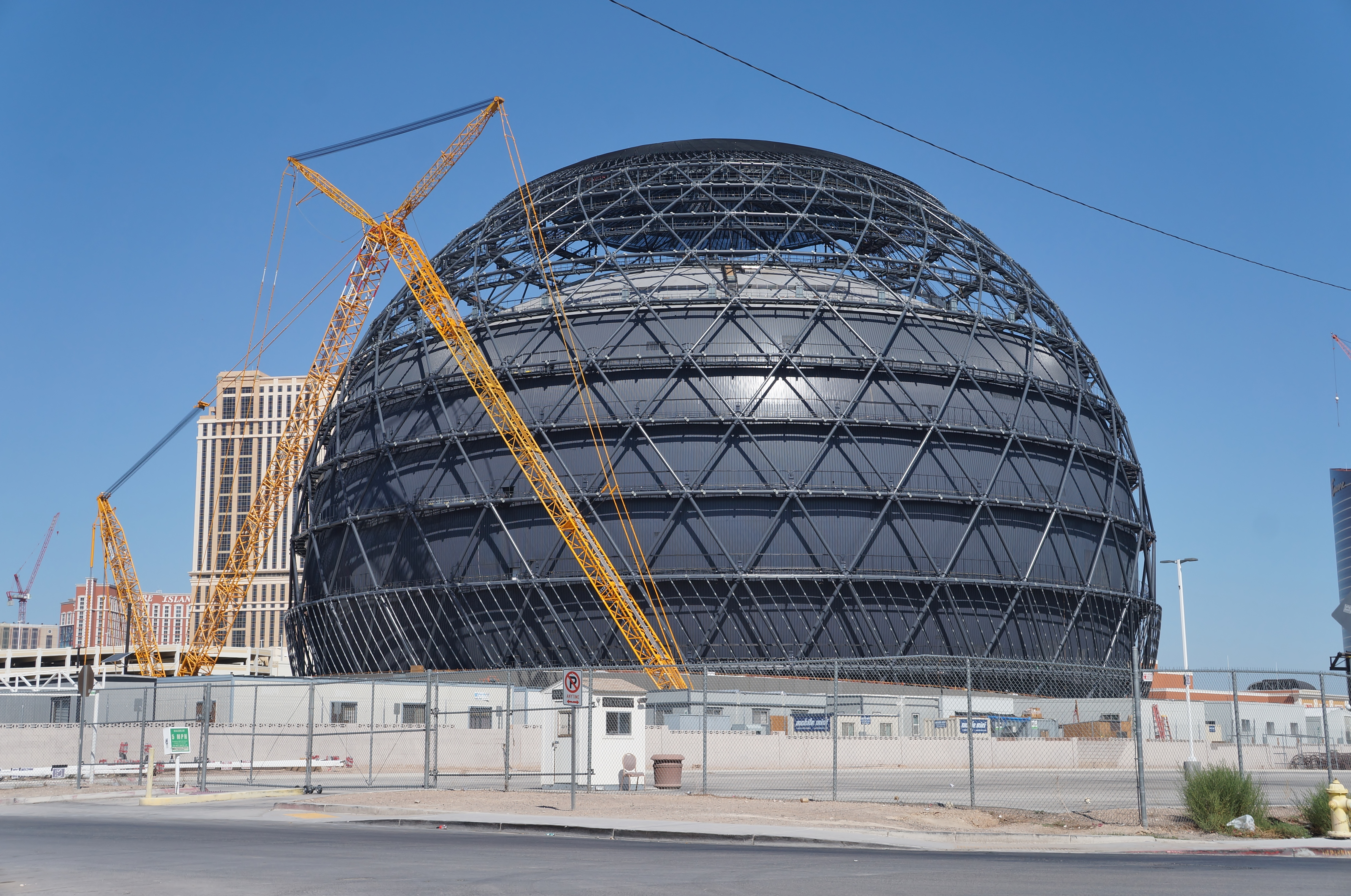
建設中（2022年9月）
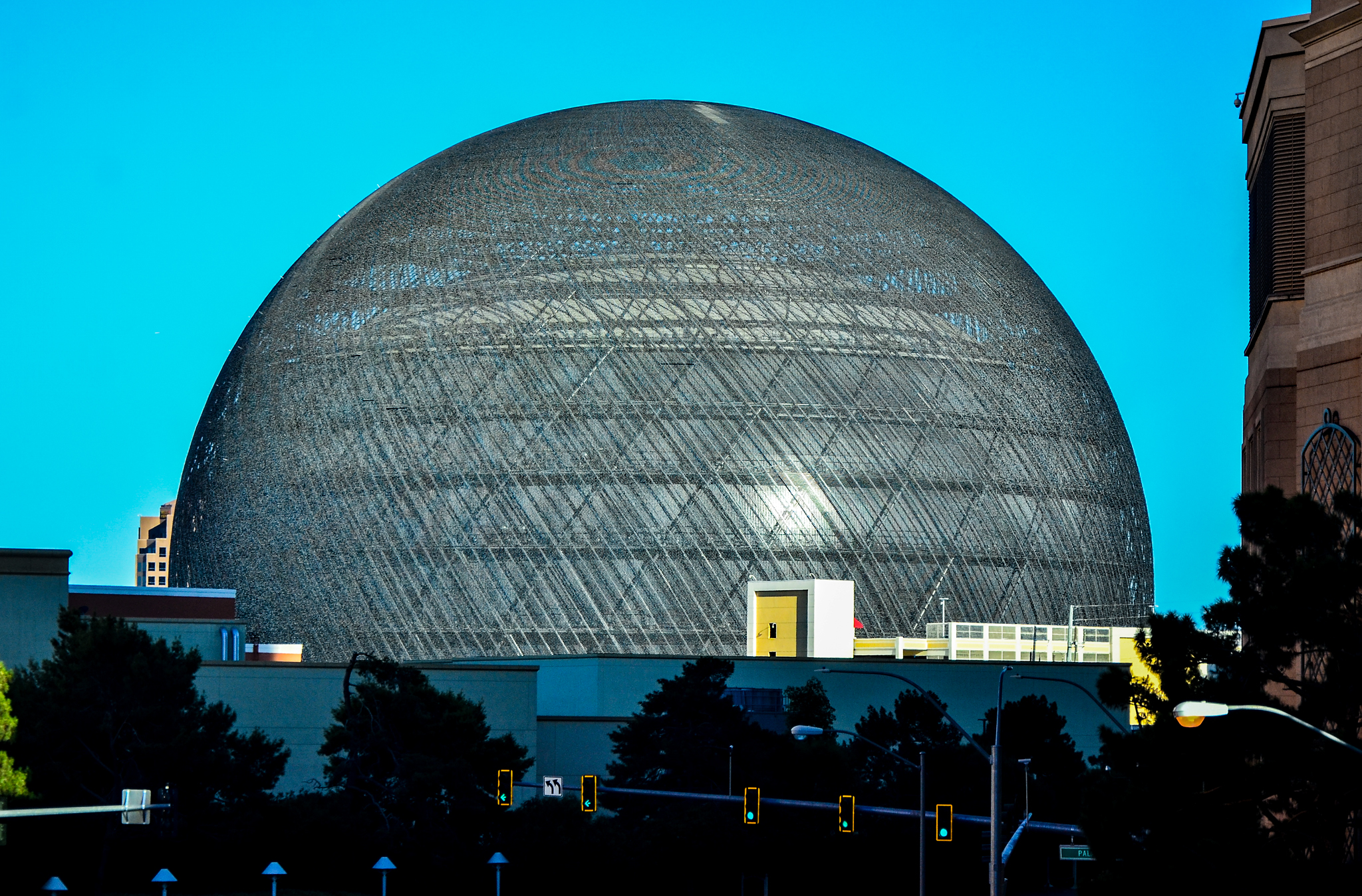
完成後の外観（2023年8月）
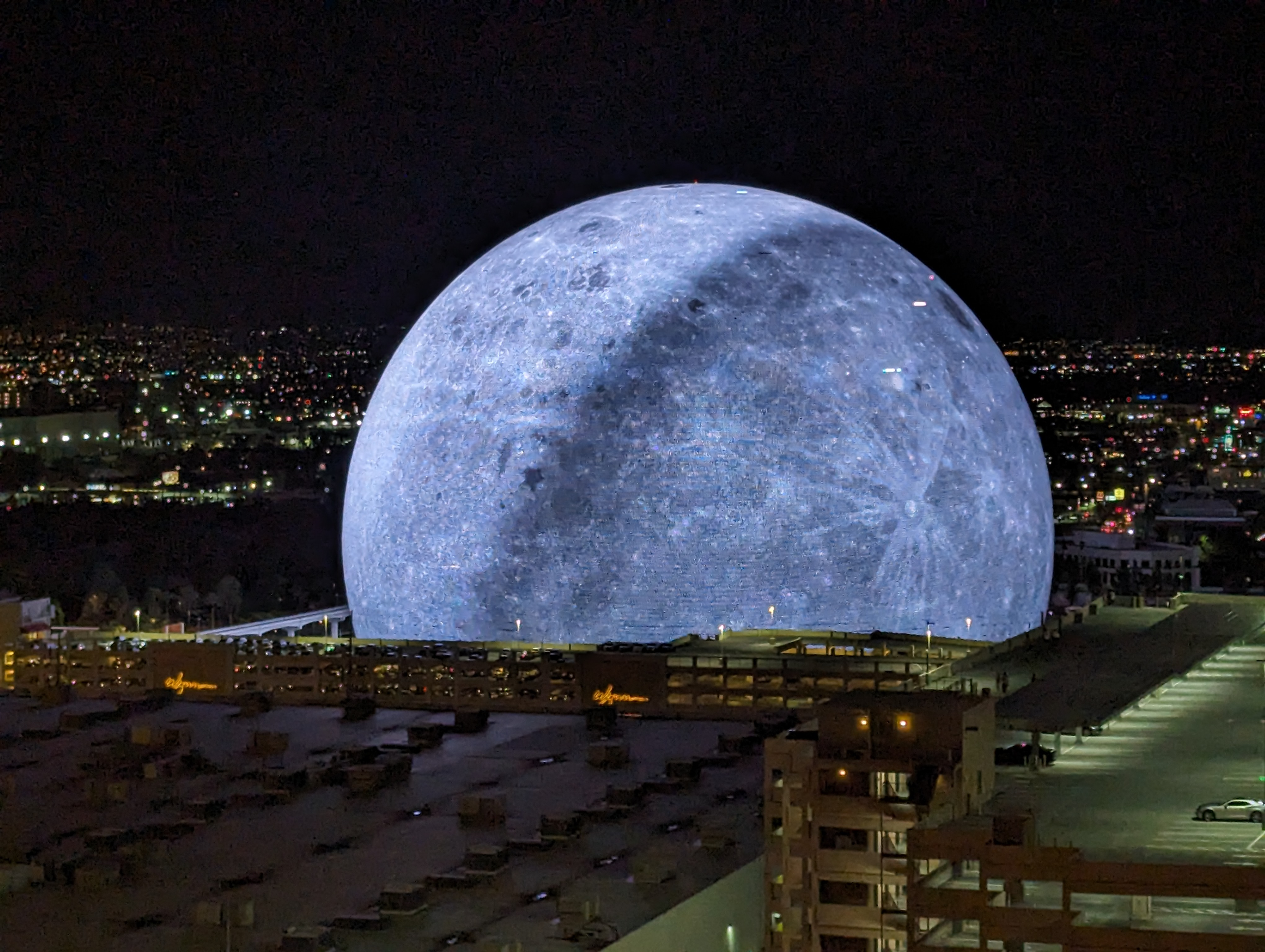
月面の展示（2023年8月）
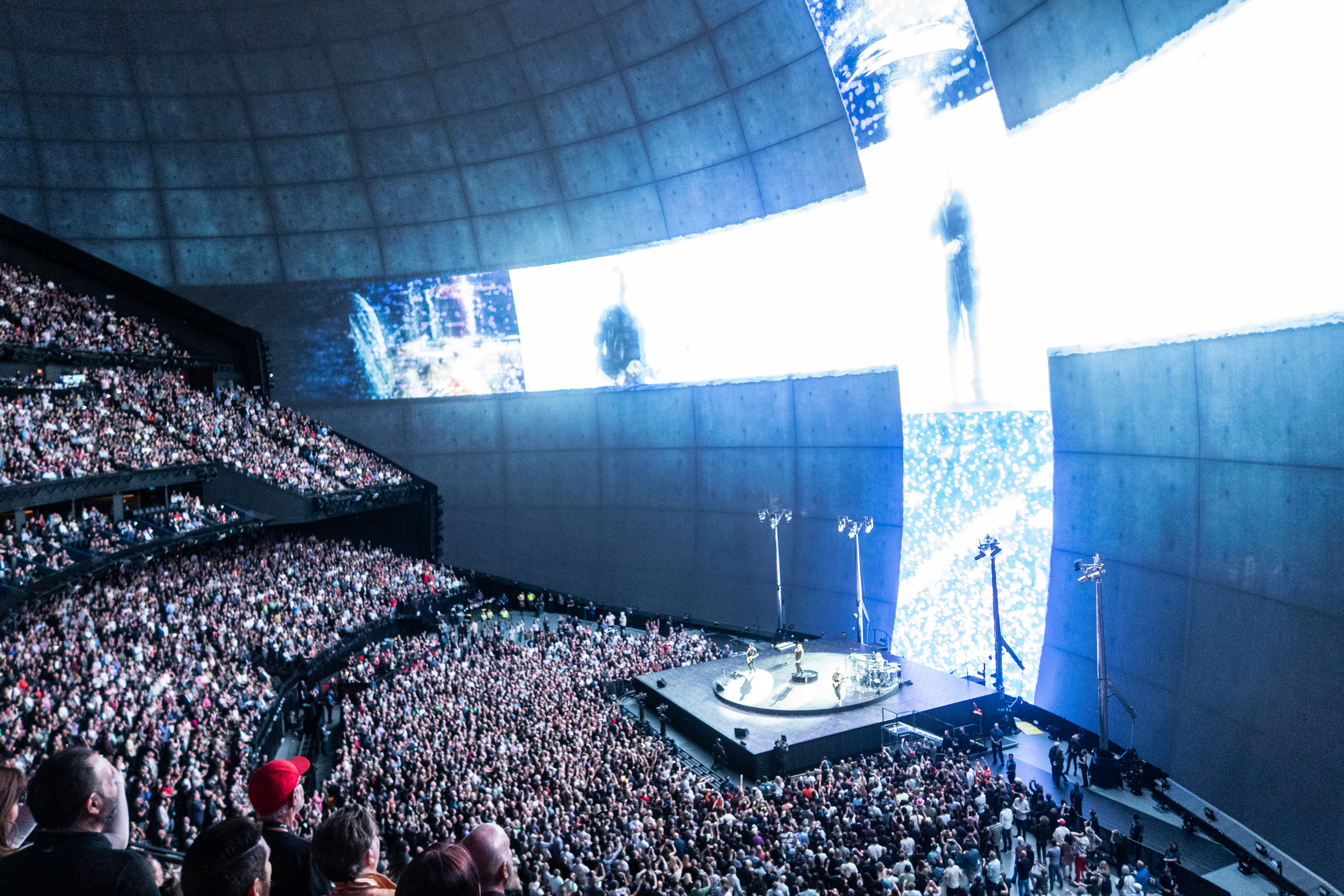
U2のオープニングライブ（2023年9月）